# Матерсбург
Матерсбург (мађ. Nagymarton, хрв. Materštof) град је у Аустрији, смештен у источном делу државе. Значајан је град у покрајини Бургенланду, као седиште истоименог округа Матерсбург.

## Природне одлике
Матерсбург се налази у источном делу Аустрије, близу државне границе са Мађарском, која се налази 6 km југоисточно од града. Град је удаљен 70 км јужно од главног града Беча.
Град Матерсбург се сместио у долини реке Вулке. Јужно од града уздиже се побрђе, које је претходница Алпа ка истоку. Данас је дати крај под виноградима. Надморска висина града је око 260 m. 

## Становништво
Данас је Матерсбург град са око 7.000 становника. Последњих деценија број становника града се смањује. Претежно становништв у граду је немачко - Немци чине око 95%, а присутни су и Мађари и Хрвати са 2%.